# Polsko-litevská válka s Řádem německých rytířů
Polsko-litevská válka s Řádem německých rytířů neboli Polsko-litevská válka s křižáky, či též Velká válka, byl ozbrojený konflikt, který probíhal mezi lety 1409 a 1411 mezi Polským královstvím a Litevským velkovévodstvím na straně jedné a Řádem německých rytířů a jeho spojenci na straně druhé.
Na počátku války byla dvě žmuďská povstání. Žmuďané byli etnikum žijící na území dnešní Litvy, které litevský velkovévoda Vytautas daroval německým rytířům výměnou za vojenskou pomoc. První povstání proběhlo v letech 1401–1404. Rytíři jej potlačili a Vytautas nevyslyšel volání povstalců o jeho pomoc. Druhé povstání započalo roku 1409. Řád nabyl dojmu, že povstání získalo polskou podporu a rozhodl se do Polska v srpnu 1409 podniknout invazi. Na polskou stranu pak přešel i Vytautas. Protože však ani jedna strana nebyla připravena na válku v plném rozsahu, český král Václav IV. zprostředkoval devítiměsíční příměří. Po jeho vypršení, v červnu 1410, byli němečtí rytíři rozhodným způsobem poraženi v bitvě u Grunwaldu, jedné z největších bitev středověké Evropy. Většina vůdců řádu byla v bitvě zabita nebo zajata. Navzdory tomu zbytek německých rytířů v druhé půlce roku 1410 vydržel obléhání na svém hlavním hradě Malbork, v důsledku čehož pro řád První toruňský mír z roku 1411 neznamenal zásadní územní ztráty (musel se vzdát Žmudi na úkor Litvy a Dobrzyňska na úkor Polska).
Územní spory trvaly až do roku 1422, kdy byla podepsána nová mírová smlouva u jezera Melno. Rytíři však už nikdy neobnovili svou dřívější moc a finanční břemeno válečných reparací způsobilo hospodářský úpadek v jejich zemích. Válka pohnula s mocenskými vahami ve střední Evropě a předznamenala vzestup Polska (posléze Polsko-litevské unie) na pozici dominantní mocnosti v regionu.